# When You Are A King
When You Are A King is de enige single van White Plains die in Nederland enigszins succes had. Het nummer is afkomstig van de langspeelplaat When You Are A King, die alleen in Engeland werd uitgegeven. When You Are A King is nu eens niet geschreven door de vaste schrijverstandem Roger Cook en Roger Greenaway, maar door het koppel John en Roger Hill.
Met The world gets better with love, dat wel van Cook en Greenaway was, haalde het tweemaal de negende plaats in de Nederlandse Top 40.

## Lijsten

### Nederlandse Top 40
| Hitnotering: week 29/1971 t/m week 35/1971 | Hitnotering: week 29/1971 t/m week 35/1971 | Hitnotering: week 29/1971 t/m week 35/1971 | Hitnotering: week 29/1971 t/m week 35/1971 | Hitnotering: week 29/1971 t/m week 35/1971 | Hitnotering: week 29/1971 t/m week 35/1971 | Hitnotering: week 29/1971 t/m week 35/1971 | Hitnotering: week 29/1971 t/m week 35/1971 | Hitnotering: week 29/1971 t/m week 35/1971 |
| Week:                                      | 1                                          | 2                                          | 3                                          | 4                                          | 5                                          | 6                                          | 7                                          |                                            |
| ------------------------------------------ | ------------------------------------------ | ------------------------------------------ | ------------------------------------------ | ------------------------------------------ | ------------------------------------------ | ------------------------------------------ | ------------------------------------------ | ------------------------------------------ |
| Positie:                                   | 32                                         | 10                                         | 9                                          | 9                                          | 11                                         | 16                                         | 29                                         | uit                                        |

### Nederlandse Single Top 100
| Hitnotering: 17-7-1971 t/m 4-9-1971 | Hitnotering: 17-7-1971 t/m 4-9-1971 | Hitnotering: 17-7-1971 t/m 4-9-1971 | Hitnotering: 17-7-1971 t/m 4-9-1971 | Hitnotering: 17-7-1971 t/m 4-9-1971 | Hitnotering: 17-7-1971 t/m 4-9-1971 | Hitnotering: 17-7-1971 t/m 4-9-1971 | Hitnotering: 17-7-1971 t/m 4-9-1971 | Hitnotering: 17-7-1971 t/m 4-9-1971 |
| Week:                               | 1                                   | 2                                   | 3                                   | 4                                   | 5                                   | 6                                   | 7                                   |                                     |
| ----------------------------------- | ----------------------------------- | ----------------------------------- | ----------------------------------- | ----------------------------------- | ----------------------------------- | ----------------------------------- | ----------------------------------- | ----------------------------------- |
| Positie:                            | 21                                  | 20                                  | 11                                  | 4                                   | 7                                   | 11                                  | 22                                  | uit                                 |

### NPO Radio 2 Top 2000
| Nummer met noteringen in de NPO Radio 2 Top 2000 | '99  | '00  | '01 | '02  | '03  | '04  | '05  | '06  | '07  | '08  |
| ------------------------------------------------ | ---- | ---- | --- | ---- | ---- | ---- | ---- | ---- | ---- | ---- |
| When You Are a King                              | 1227 | 1125 | 844 | 1354 | 1259 | 1448 | 1318 | 1560 | 1593 | 1430 |

1. ↑  Een vetgedrukt getal geeft de hoogste notering aan.
2. ↑  Deze tabel is bijgewerkt tot en met de laatste editie (2024).